# 黑天鹅标志与流行文化

西澳大利亚州的旗帜

西澳大利亚州的徽章

黑天鹅（Cygnus atratus）在澳大利亚文化中被广泛引用。尽管从历史上讲，这种重要象征的特质在平实的东方和多具象征性的西方有所区别。在整个澳大利亚南部许多原住民的传统历史中，黑天鹅也具有灵性的意义。早在18世纪澳大利亚实际发现黑天鹅之前，欧洲文化中就已经出现了对黑天鹅的隐喻。 
黑天鹅是西澳大利亚州的官方州徽，在西澳大利亚州的州旗和徽章上都有描绘。该符号同样用于其他标志、硬币、徽标、吉祥物和运动队的命名。 

## 土著历史与传说

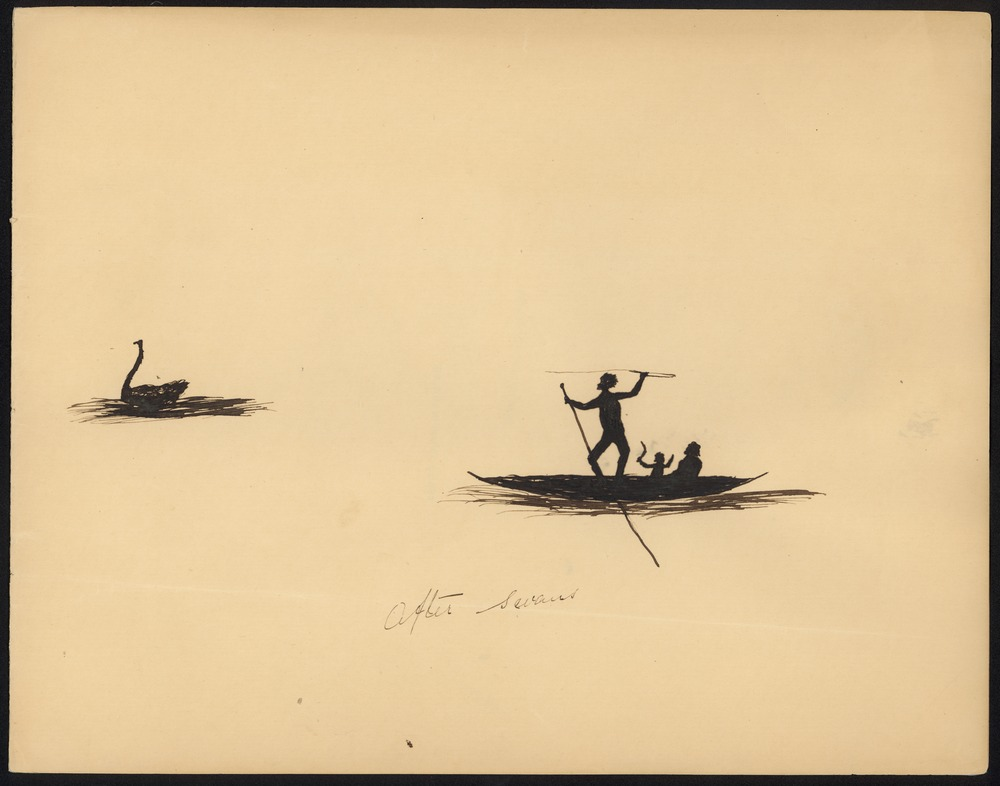
汤米·麦克雷（Tommy McRae）1865年的土著猎人和黑天鹅

在20世纪20年代，黛西·贝茨（Daisy Bates）记录了一个叫伍尔伯（Woolberr）的宁格人（Nyungar People），他是澳大利亚西南部宁格人中“黑天鹅族群的最后一人”。西澳大利亚州州长的网站上提到了宁格人的传说，讲述宁格人民的祖先是由黑天鹅变成的。
澳大利亚土著神话中的黄金时代关于黑天鹅的传说讲述了两个兄弟是如何为了能够在一次抢夺武器的突袭中为了帮助突袭者而变成白天鹅的。据说，Wurrunna用一块大的古贝拉或是水晶石来改造他们。突袭后，有鹰袭击了白天鹅，并把羽毛从它们身上撕扯下来。乌鸦作为鹰的敌人，前来帮助两兄弟，给了天鹅自己的黑羽毛。据说黑天鹅的红嘴是被鹰袭击的两兄弟的血，成了永远的印记。  
在1943年澳大利亚东部某地（可能是新南威尔士州）的故事中清楚地显示出原住民传说中蕴含的道德准则。一名原住民男子在湖中钓鱼，抓到了一只年幼的神兽本耶普。不顾朋友的劝阻，他不想将其放生，而是想把它带回营地以炫耀自己的捕鱼能力。然而他还没来得及做什么，愤怒的本耶普母亲从水中浮起，用水涡将他们包围，把孩子抢了回来。当水退去时，人们发现他们已经变成了黑天鹅。作为对渔夫虚荣心的惩罚，他们将永远不能恢复自己的人类形态。但人们可以在夜间听到他们用人类的声音讲话，这是以提醒他们的同类骄傲和自大的危险。

## 欧洲神话与隐喻
罗马讽刺作家尤文 纳尔 （ Juvenal ）于公元82年在拉里斯·阿维斯 （ terra nigroque simillima cygno）中写道 ：“土地上的稀有鸟类，非常像黑天鹅”。  他的意思是某种东西的稀有度可以与黑天鹅相提并论，或者换句话说，因为黑天鹅不存在，与之比较的“稀有鸟类”的假定特征也不存在。 该短语作为一种流行的谚语 （包括英语）传入了几种欧洲语言，其中前四个单词（“土地上的稀有鸟类”）经常被讽刺地使用。 在大约1500年的时间里，黑天鹅在欧洲的想象中一直存在，是对不存在的天鹅的隐喻 。 

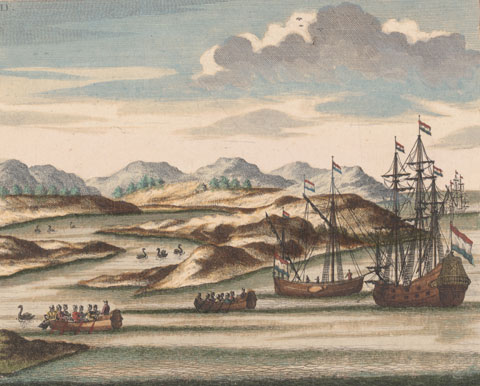
威廉·德弗拉明格 （ Willem de Vlamingh ）的船，有黑色天鹅，在西澳大利亚州天鹅河的入口处，彩色雕刻（1726），是根据1696–97的德弗拉明格（D Vlamingh）探险队的较早绘画而绘制的（现已丢失）

1697年，荷兰探险家威廉·德弗拉明格于1697年创下首次在澳洲发现黑天鹅的记录，当时他正航行驶入新荷兰西海岸，后他将此处命名为天鹅河。该目击事件在欧洲意义重大，因为长期以来“所有天鹅都是白色的”一直在欧洲作为示例用来形容众所周知的事实。 1726年，有两只黑天鹅在天鹅河以北850公里（530英里）的德克·哈托格岛附近被捕获，并被带到巴达维亚（今雅加达）作为它们存在的证据。 :451
大约60年后， 菲利普（Phillip）省长在相距3,000公里（1,900英里）的东海岸的伯塔尼湾（Botany Bay）建立了定居点。后来他在1789年写道：“黑天鹅虽然在世界其他地区众所周知非常罕见，但在这里绝非如此……一只非常高贵的鸟，比普通的天鹅大，且外形也同样漂亮……它的翅膀边缘是白色的，喙上有一点红。” 同时期的一名首席外科医生约翰·怀特（John White）在1790年观察得到，“我们发现了九只鸟，它们游泳的姿态非常像古代的rara avis (稀有鸟类)，是黑天鹅。” 
在18世纪和19世纪初，被带往欧洲的黑天鹅与欧洲神话的另一个方面发生了联系：魔鬼与黑色动物（例如黑猫）之间险恶关系的归属。黑天鹅被认为是巫婆的使魔，经常被迷信的人赶走或杀死。这可能解释了为什么黑天鹅在欧洲或北美从未像其他野生动物那样形成足够规模的族群。 
澳大利亚西海岸的黑天鹅在17世纪末18世纪初传入欧洲导致了一个古老隐喻的破灭。与之不同，在18世纪末19世纪初与东海岸的接触仅证实了新的后谚语观点。之后黑天鹅被解释为南方发展殖民地的好奇心理由之一。 
在柴可夫斯基的天鹅湖中 ，阴险而诱人的黑天鹅奥迪勒与天真的白天鹅奥黛特形成鲜明对比。

## 现代哲学
约翰·斯图尔特·米尔 （ John Stuart Mill）在他的《逻辑系统》（1843）中的“归纳法基础”一章中，列举了“所有天鹅都是白色”的例子，这是对基于错误结论的真实经验进行的不正确归纳。 “因为有黑天鹅，尽管文明的人类在地球上已经存在了三千年，却没有与他们见面……因此，已知世界居民的统一经验达成了一个共同的结果，而没有任何一个例外情况出现，这样是不足以得出一个普遍性结论的。”  
伯特兰·罗素（Bertrand Russell）在其1912年出版《哲学问题》中的“归纳法”一章中引用了“黑天鹅”一例。

例如，根据我们的原理，一个看过很多白天鹅的人可能会争辩说，数据显示，所有天鹅都是白色的，这听起来可能是个完美的论点。而一些天鹅是黑色的事实并不能反驳这一论点，因为尽管有数据表明不可能，但事情很可能就是会发生。就天鹅而言，人们应该知道颜色是许多动物物种中非常可变的特征，因此对颜色的归纳特别容易出错。但是，这一信息会是一个新鲜的数据，绝不能说明我们先前数据的概率被错误地估计了。那么，事情常常不能满足我们的期望这一事实并不表示在给定案例或给定类别的案例中我们的期望可能无法实现。因此，我们的归纳原则在任何情况下都不能被经验的诉求所反驳。然而，归纳原则同样不能通过诉诸经验来证明。
——伯特兰·罗素（Bertrand Russell）1912年：“归纳论”哲学问题
卡尔·波普尔（Karl Popper）在《科学发现的逻辑》中援引大卫·休（ David Hume）的 可证伪性论证中同样以黑天鹅为例。 

这个问题的答案是：正如休谟所暗示的那样，我们当然没有理由从一个实例来对相应规律的真实性进行推理。但是，对于这个消极的结果，可能还会添加另一个同样消极的结果：我们有理由从反实例推理到相应的普遍法（即与之相对应的任何规律）的虚假性。或者换句话说，从纯粹的逻辑观点来看，对“所有天鹅都是白色”的一种反例的接受意味着“所有天鹅都是白色”的虚假性，这一规律，就是我们接受其反例的规律。归纳在逻辑上是无效的，但是，驳斥或伪造是从一个反例争论到相应规律，或反对相应规律的逻辑上的有效方式。这表明，我仍然同意休谟的消极逻辑结果，但对此加以扩展。这种逻辑情况与我们是否会接受唯一的反例如一只黑天鹅无关。我不认为我们一定会如此容易地满足，我们很可能还会怀疑面前的黑色标本根本不是天鹅。
——卡尔·波普尔（Karl Popper）“归纳问题”科学发现的逻辑
《黑天鹅效应》是黎巴嫩思想家纳西姆·尼古拉斯·塔勒布（Nassim Nicholas Taleb） 2007年出版的颇有影响力的一本书。 该书阐述了塔勒布的理论，即罕见、意外、高度异常的事件比以前想象的更为普遍且影响更大。 此理论自此被称为黑天鹅理论 。